# Ibn Hordadbeh
Abu'l-Qasim Ubaydallah ibn Abdallah ibn Khordadbeh ( ابوالقاسم عبیدالله ابن خرداذبه), običajno znan kot ibn Hordadbeh, je bil visok državni uradnik in geograf perzijskega porekla v službi Abasidskega kalifata, * 820/825, Horasan, Abasidski kalifat, † 913. 
Ibn Kordadbeh je avtor najzgodnejše ohranjene arabske knjige o upravni geografiji z naslovom Kitāb al-Masālik wa-l-Mamālik (Knjiga cest in kraljestev).

## Biografija
Ibn Hordadbeh je bil sin Abdalaha ibn Hordadbeha, ki je pod abasidskim kalifom Al-Mamunom (vl. 813–833) vladal severnoiranski regiji Tabaristan in leta 816/817 osvojil sosednjo regijo Dajlam ter odbil napad bavandidskega ispahbada (vladarja) Šahrijarja I. (vl. 817–825) iz visokogorja Tabaristana. Ibn Hordadbehov stari oče je bil nekdanji zaratustrovec Hordadbeh, ki so ga Barmakidi prepričali, da se je spreobrnil v islam. Slednji je bil morda ista oseba kot Hordadbeh al-Razi, ki je Abudul-Hasanu al-Madainiju (umrl leta 843) posredoval podrobnosti o begu zadnjega sasanidskega cesarja Jazdegerda III. med arabskim osvajanjem Irana.
Ibn Hordadbeh je bil rojen leta 820 ali 825 v vzhodni provinci Horasan, vendar je odraščal v Bagdadu, kjer se je izobraževal in študiral glasbo pri uglednem pevcu Išaku  al-Mavsiliju, prijatelju svojega očeta. Ko je postal polnoleten, je bil imenovan za vodjo poštne in obveščevalne službe kalifata v osrednji provinci Džibal in zatem v Samari in Bagdadu.
Okoli leta 870 je ibn Hordadbeh napisal Kitāb al Masālik w’al Mamālik (Knjiga cest in kraljestev). Druga izdaja knjige je bila objavljena leta 885.  V tem delu je ibn Hordadbeh opisal različna ljudstva in province Abasidskega kalifata. Poleg zemljevidov je knjiga vsebovala  tudi opise pokrajin, ljudi in kultur južne azijske obale vse do Brahamputre, Andamanskih otokov, polotoka Malezije in Jave,:108 Kitajske in Koreje. Omenjena je tudi Japonska. Bil je eden prvih muslimanskih piscev, ki je opisal vikinško trgovino z vzhodom. Trgovci, imenovani Rus, so trgovali v Črnem morju in Kaspijskem jezeru ter prenašali svoje blago s kamelami do Bagdada.
Ibn Hordadbeh je dvakrat jasno omenil Vakvak: 
"Vzhodno od Kitajske so dežele Vakvak, ki so tako bogate z zlatom, da prebivalci iz te kovine izdelujejo celo verige za svoje pse in ovratnice za svoje opice.  Izdelujejo tunike, pretkane z zlatom. Tam se najde odličen les ebenovine. In še enkrat: zlato in ebenovina se izvažata iz Vakvaka."
Ibn Hordadbeh je napisal tudi približno osem ali devet drugih knjig z različno vsebino, kot je "opisna geografija" (knjiga Kitāb al Masālik w'al Mamālik), "bonton poslušanja glasbe", "perzijsko rodoslovje", "kuhanje", "pitje", "astralni vzorci", "spremljevalci blagodati", "svetovna zgodovina" ter "glasba in glasbila". Knjiga o glasbi je imela naslov Kitāb al-lahw wa-l-malahi in govorila o glasbenih temah predislamskega Irana.